# Bernhard Rosenkranz
Bernhard Hugo Rosenkranz (* 29. November 1959 in Hamburg; † 26. Februar 2010 in Leezen) war ein deutscher Ökotrophologe und Autor.

## Leben und Wirken
Bernhard Rosenkranz, dessen Großvater väterlicherseits Kapitän auf der Elbe gewesen war, stammte aus einer Arbeiterfamilie aus Hamburg-St. Georg. Das erste Lebensjahr verbrachte er mit einem älteren Halbbruder in der Langen Reihe 69. Kurz nach seiner Taufe 1960 in der Heiligen-Dreieinigkeits-Kirche zog die Familie nach Eimsbüttel. Rosenkranz besuchte das Gymnasium Stellingen und bestand im Sommer 1978 die Abiturprüfung. Vom Wintersemester 1979 bis zum Wintersemester 1984 studierte er Ernährungswissenschaften an der Fachhochschule Bergedorf, die er mit Diplom verließ.
Im Februar 1985 erhielt Rosenkranz eine Stelle bei der Hamburger Verbraucherzentrale, deren Abteilung Verbraucherschutz er ab 1987 leitete. Er verfasste viele Broschüren und Sachbücher zu Fragestellungen aus Umwelt- und Verbraucherschutz für den Rowohlt Verlag, Germa Press und B. Behr’s Verlag. Rosenkranz galt als unbequemer Chef, dem kritische und engagierte Kollegen wichtig waren, um dem Arbeitgeber zu einem modernen Image und Respekt zu verhelfen. Während seiner Dienstzeit wechselte die Führung der Verbraucherzentrale, die entschuldet werden musste, und sie zog vom Sitz an den Hohen Bleichen in andere Räumlichkeiten in der Kirchenallee.

## Erkrankung und Arbeiten für das Stolpersteinprojekt
1995 erhielt Rosenkranz nach gesundheitlichen Beeinträchtigungen die Nachricht, an Sarkoidose erkrankt zu sein. Aufgrund der daraus resultierenden Herz- und Lungenprobleme konnte er ab 2000 vorübergehend nicht mehr arbeiten. Als Homosexueller beschäftigte er sich in der Folgezeit mit der neueren Geschichte von Schwulen und Lesben in seiner Heimatstadt, die bis dahin größtenteils schlecht dokumentiert war. Er strebte hierzu eine Kooperation mit dem Museum für Hamburgische Geschichte für eine Ausstellung und Publikationen an, die jedoch nicht zustande kam. 2005 publizierte er gemeinsam mit Gottfried Lorenz die Forschungsarbeit Hamburg auf anderen Wegen, die in Lambda Edition erschien. Anfang 2006 initiierte er „Gemeinsam gegen das Vergessen – Stolpersteine für homosexuelle NS-Opfer“. Die Initiative, deren Ergebnisse den Stolpersteinen von Gunter Demnig zur Verfügung gestellt wurden, dokumentierte in wenigen Jahren das Leben von 300 Personen, die zumeist schwul gewesen waren, darunter aber auch einige Lesben, die während der Zeit des Nationalsozialismus gestorben waren.

## Arbeiten zur Homosexuellen-Verfolgung
Obwohl sich sein Gesundheitszustand zunehmend verschlechterte, beschäftigte sich Rosenkranz weiterhin mit der Ächtung homosexueller Personen in Hamburg. Er erarbeitete eine Ausstellung unter dem Titel „Homosexuellen-Verfolgung in Hamburg 1919–1969“, bei der er seine Forschungsergebnisse zeigte. Die viel beachteten Veranstaltungen fanden 2007 in der Staats- und Universitätsbibliothek, 2008 in der Gedenkstätte des KZ Neuengamme, 2009 im Hamburger Rathaus und im Rathaus Bochum und 2009/10 im Schwulen Museum* statt.
Gemeinsam mit der Hamburgischen Staatsoper erarbeitete er 2007 die szenische Lesung „Das Oberlicht. Zur Verfolgung homosexueller Männer“ und mit ähnlichem Aufbau 2009 ein Werk über verfolgte lesbische Frauen. Anfang 2009 stand Rosenkranz eine Herztransplantation bevor. Er schrieb im Herzzentrum des UKE die Schlussfassung einer Publikation mit eindrucksvollen Bildern zu den Ausstellungen der Vorjahre, die gedruckt erschien. Außerdem plante er hier letztmals das Jahresprogramm der Arbeiten für die Stolpersteine.

## Verhältnis zur Kirche
Rosenkranz sah die Nordelbische Evangelisch-Lutherische Kirche kritisch und wandte sich von ihr lange Zeit aufgrund ihres Umgangs mit Fragen zur Sexualität ab. Rosenkranz versuchte, auch von anderen Parteien, Verbänden und Institutionen unabhängig zu arbeiten. Seine Ansicht über die Kirche änderte eine der Kirchengemeinde St. Georg-Borgfelde angeschlossene Seelsorge für Aidskranke. Daher bat er Bischöfin Maria Jepsen 2006, die Schirmherrschaft für das Stolperstein-Projekt zu übernehmen. Da die Kirche bis dahin keine Gedenk- und Trauerräume für Nachkommen verfolgter Homosexueller eingerichtet hatte, gewann die Bischöfin durch ihr Engagement für das Projekt Rosenkranz’ Ansehen.

## Tod
Bernhard Rosenkranz starb nach einer Herztransplantation in der Uniklinik an den Folgen einer Infektion. Bei seiner Trauerfeier in der Heiligen-Dreieinigkeits-Kirche predigte Bischöfin Maria Jepsen. Seine letzte Ruhestätte fand er auf dem Friedhof Ohlsdorf. Sie liegt nahe des Rosengartens im Planquadrat K 10.